# 豐泰副鰍
豐泰副鰍（學名：Paracobitis phongthoensis），為輻鰭魚綱鯉形目條鰍科副鰍屬的其中一種。分布於亞洲越南淡水流域，棲息在河川底層水域，生活習性不明。

## 扩展阅读
維基物種上的相關：豐泰副鰍